# 大法伊
大法伊（法語：Grand-Failly，法語發音：[ɡʁɑ̃ faji]）是法国默尔特-摩泽尔省的一个市镇，与小法伊相邻，属于布里埃区。

## 地理
大法伊（49°25'14"N, 5°30'52"E）面积21.87 平方千米，位于法国大東部大區默尔特-摩泽尔省，该省份为法国东北部内陆省份，是洛林的一部分，北邻比利时、卢森堡，北起顺时针与摩泽尔省、下莱茵省、孚日省和默兹省接壤。
与大法伊接壤的市镇（或旧市镇、城区）包括：科尔梅、隆吉永、小法伊、德吕、栋布拉、马尔维尔、卢瓦松河畔梅尔勒、奥坦河畔吕、奥坦河畔圣洛朗、索尔贝。
大法伊的时区为UTC+01:00、UTC+02:00（夏令时）。

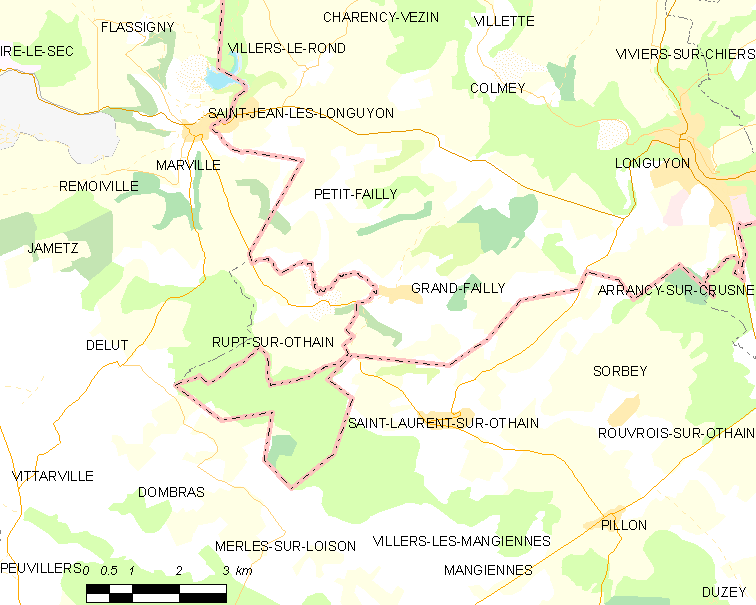
大法伊的OSM定位图

## 行政
大法伊的邮政编码为54260，INSEE市镇编码为54236。

## 政治
大法伊所属的省级选区为蒙圣马丹县。

## 人口

1962-2008年间大法伊人口变化图示

大法伊于2022年1月1日时的人口数量为362人。